# 新川橋站

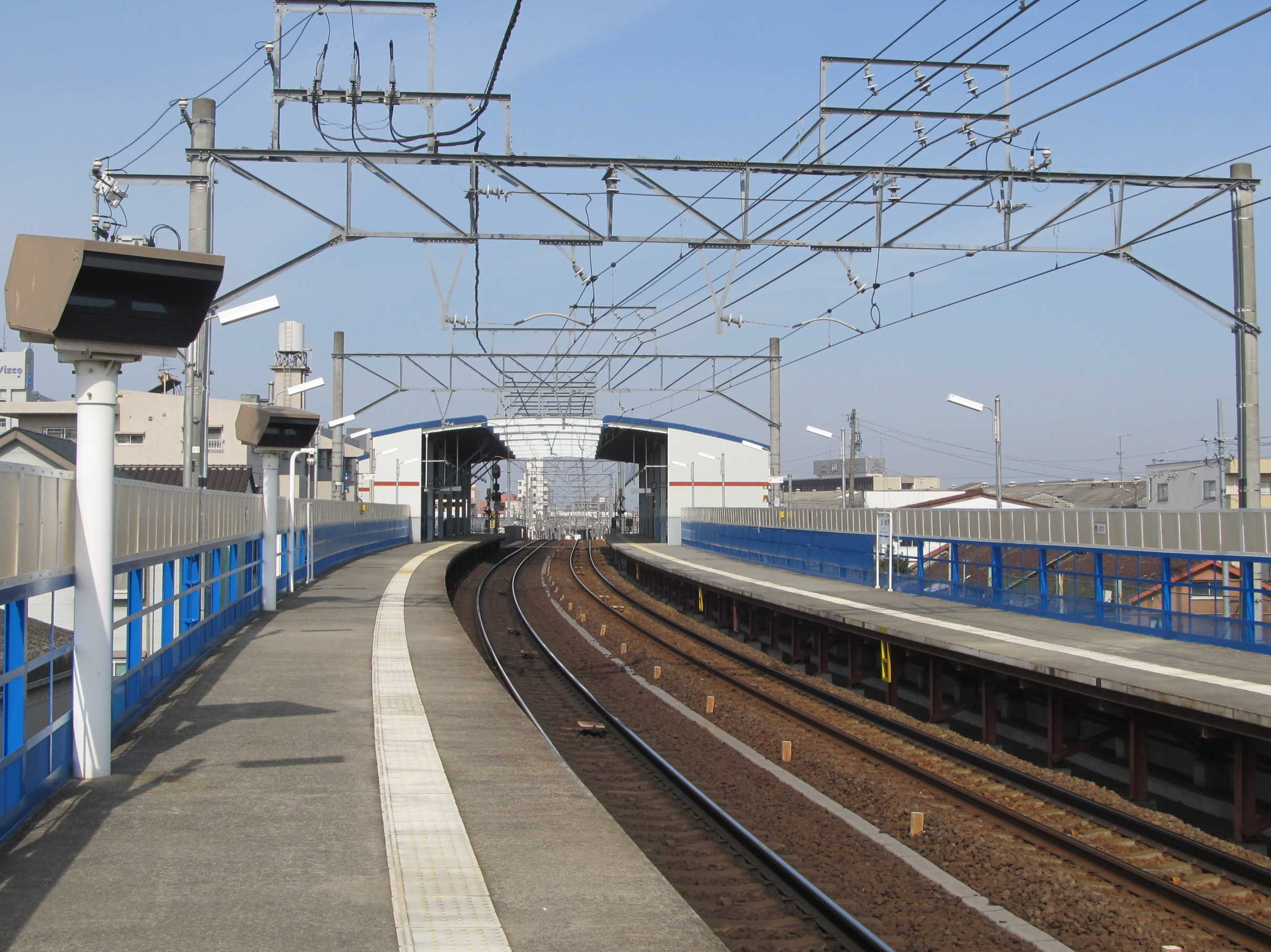
月台

新川橋站（日语：／ Shinkawabashi eki */?）是一個位於日本愛知縣清須市土器野字北中野，屬於名古屋鐵道（名鐵）名古屋本線的鐵路車站。車站編號為NH41。

## 車站構造
對向式月台2面2線的高架車站。可停靠6節列車。
| 月台 | 路線       | 方向 | 目的地                       |
| ---- | ---------- | ---- | ---------------------------- |
| 1    | 名古屋本線 | 下行 | 名鐵一宮、名鐵岐阜、津島方向 |
| 2    | 名古屋本線 | 上行 | 名鐵名古屋、金山方向         |

### 配線圖
| ← 名古屋方向    | 新川橋站 構內配線略圖 | → 一宮、 岐阜方向 |
| 图例 参考文献： |                       |                   |

## 相鄰車站
名古屋鐵道
 名古屋本線
□μ-SKY、□快速特急、□快速特急、■特急、■急行、■準急
通過
■普通
二杁（NH40）－新川橋（NH41）－須口（NH42）

## 外部連結
- 新川橋 - 名古屋鐵道